# كينغستون (أونتاريو)
كينغستون مدينة في شرق مقاطعة أونتاريو في كندا. تقع على الطرف الشمالي الشرقي لبحيرة أونتاريو. يبدأ عندها نهر سان لوران مسيره من بحيرة أونتاريو باتجاه الشرق مخترقاً مدينة مونتريال في طريقه. يبلغ عدد سكان المدينة 117207 نسمة. توجد في المدينة قاعدة جوية ضخمة.
أدى تزايد الاستكشاف الأوروبي في القرن السابع عشر ورغبة الأوروبيين في إقامة وجود قريب من السكان الأصليين المحليين للسيطرة على التجارة إلى تأسيس مركز تجاري فرنسي وحصن عسكري في موقع يعرف باسم "كاتاراكي" في عام 1673. تطورت هذه البؤرة الاستيطانية، التي سميت في البداية فورت كاتاراكي ولاحقًا فورت فرونتيناك، إلى نقطة محورية للاستيطان. بعد غزو فرنسا الجديدة (1759–1763)، تولى البريطانيون السيطرة على موقع كينغستون. وتغيير اسم كاتاراكي إلى كينغستون عندما استولى البريطانيون على الحصن، وبدأت المنطقة تشهد استيطانًا من قبل الموالين في ثمانينيات القرن الثامن عشر.
تم تسمية كينغستون كأول عاصمة لمقاطعة كندا المتحدة في 10 فبراير 1841. وعلى الرغم من أن وقتها كعاصمة كان قصيرًا وانتهى في عام 1844، إلا أنها احتفظت بأهميتها كمنشأة عسكرية حيوية. تعد المدينة مركزًا إقليميًا للتعليم والرعاية الصحية، فهي موطن لجامعتين رئيسيتين وكلية مهنية كبيرة وثلاثة مستشفيات رئيسية.
كانت كينغستون مقر مقاطعة فرونتيناك (مقاطعة) حتى عام 1998. وأصبحت اليوم بلدية منفصلة عن مقاطعة فرونتيناك. كينغستون هي أكبر بلدية في جنوب شرق أونتاريو وعاشر أكبر منطقة حضرية في أونتاريو. وهي أيضًا مسقط رأس جون ماكدونالد أول رئيس وزراء لكندا.

## تاريخ

### السكان الأصليين
تشير الأدلة الأثرية إلى أن الناس عاشوا في منطقة كينغستون في وقت مبكر من العصر القديم (منذ حوالي 9000 إلى 3000 سنة). يوجد أيضًا دليل على فترة الغابات المتأخرة (حوالي 500-1000 م) واحتلال الإيروكوا المبكر. يعود تاريخ إنشاء أولى المعسكرات الدائمة للسكان الأصليين في منطقة كينغستون إلى حوالي عام 900 بعد الميلاد. ربما كانت المجموعة التي احتلت المنطقة لأول مرة قبل وصول الفرنسيين هي شعب وايندوت (هورون) الذين شردتهم مجموعات الإيروكوا فيما بعد.

## المناخ
يظهر الجدول التالي التغييرات المناخية على مدار السنة لكينغستون:
| البيانات المناخية لـكينغستون       | البيانات المناخية لـكينغستون | البيانات المناخية لـكينغستون | البيانات المناخية لـكينغستون | البيانات المناخية لـكينغستون | البيانات المناخية لـكينغستون | البيانات المناخية لـكينغستون | البيانات المناخية لـكينغستون | البيانات المناخية لـكينغستون | البيانات المناخية لـكينغستون | البيانات المناخية لـكينغستون | البيانات المناخية لـكينغستون | البيانات المناخية لـكينغستون | البيانات المناخية لـكينغستون |
| الشهر                              | يناير                        | فبراير                       | مارس                         | أبريل                        | مايو                         | يونيو                        | يوليو                        | أغسطس                        | سبتمبر                       | أكتوبر                       | نوفمبر                       | ديسمبر                       | المعدل السنوي                |
| ---------------------------------- | ---------------------------- | ---------------------------- | ---------------------------- | ---------------------------- | ---------------------------- | ---------------------------- | ---------------------------- | ---------------------------- | ---------------------------- | ---------------------------- | ---------------------------- | ---------------------------- | ---------------------------- |
| الدرجة القصوى °م (°ف)              | 13.5 (56.3)                  | 14.4 (57.9)                  | 24.0 (75.2)                  | 30.7 (87.3)                  | 31.7 (89.1)                  | 35.0 (95.0)                  | 35.6 (96.1)                  | 34.5 (94.1)                  | 33.3 (91.9)                  | 25.1 (77.2)                  | 21.1 (70.0)                  | 16.1 (61.0)                  | 35.6 (96.1)                  |
| متوسط درجة الحرارة الكبرى °م (°ف)  | −3.1 (26.4)                  | −2.1 (28.2)                  | 2.9 (37.2)                   | 10.3 (50.5)                  | 16.4 (61.5)                  | 21.7 (71.1)                  | 24.9 (76.8)                  | 24.1 (75.4)                  | 19.5 (67.1)                  | 13.1 (55.6)                  | 7.0 (44.6)                   | 0.8 (33.4)                   | 11.3 (52.3)                  |
| المتوسط اليومي °م (°ف)             | −7.6 (18.3)                  | −6.6 (20.1)                  | −1.6 (29.1)                  | 5.7 (42.3)                   | 11.8 (53.2)                  | 17.0 (62.6)                  | 20.4 (68.7)                  | 19.6 (67.3)                  | 15.0 (59.0)                  | 8.9 (48.0)                   | 3.2 (37.8)                   | −3.3 (26.1)                  | 6.9 (44.4)                   |
| متوسط درجة الحرارة الصغرى °م (°ف)  | −12 (10)                     | −11.1 (12.0)                 | −6.1 (21.0)                  | 1.1 (34.0)                   | 7.1 (44.8)                   | 12.3 (54.1)                  | 15.8 (60.4)                  | 15.1 (59.2)                  | 10.5 (50.9)                  | 4.5 (40.1)                   | −0.6 (30.9)                  | −7.4 (18.7)                  | 2.4 (36.3)                   |
| أدنى درجة حرارة °م (°ف)            | −34.5 (−30.1)                | −35.6 (−32.1)                | −27.8 (−18.0)                | −17.2 (1.0)                  | −6.1 (21.0)                  | 0.6 (33.1)                   | 6.0 (42.8)                   | 3.3 (37.9)                   | −1.7 (28.9)                  | −7.5 (18.5)                  | −25.6 (−14.1)                | −34.4 (−29.9)                | −35.6 (−32.1)                |
| الهطول مم (إنش)                    | 65.2 (2.57)                  | 65.1 (2.56)                  | 69.2 (2.72)                  | 87.1 (3.43)                  | 76.9 (3.03)                  | 72.0 (2.83)                  | 64.0 (2.52)                  | 93.7 (3.69)                  | 89.7 (3.53)                  | 92.4 (3.64)                  | 100.3 (3.95)                 | 84.1 (3.31)                  | 959.6 (37.78)                |
| معدل هطول الأمطار مم (إنش)         | 29.2 (1.15)                  | 29.0 (1.14)                  | 41.3 (1.63)                  | 77.5 (3.05)                  | 76.9 (3.03)                  | 72.0 (2.83)                  | 64.0 (2.52)                  | 93.7 (3.69)                  | 89.7 (3.53)                  | 91.0 (3.58)                  | 92.4 (3.64)                  | 52.2 (2.06)                  | 808.7 (31.84)                |
| متوسط تساقط الثلوج سم (إنش)        | 39.5 (15.6)                  | 39.1 (15.4)                  | 25.4 (10.0)                  | 8.1 (3.2)                    | 0.0 (0.0)                    | 0.0 (0.0)                    | 0.0 (0.0)                    | 0.0 (0.0)                    | 0.0 (0.0)                    | 1.2 (0.5)                    | 8.0 (3.1)                    | 35.9 (14.1)                  | 157.1 (61.9)                 |
| متوسط أيام هطول الأمطار (≥ 0.2 mm) | 16.1                         | 13.9                         | 12.8                         | 13.5                         | 12.9                         | 11.4                         | 9.3                          | 11.1                         | 12.3                         | 13.7                         | 16.2                         | 15.8                         | 159.1                        |
| متوسط الأيام الممطرة (≥ 0.2 mm)    | 5.4                          | 5.1                          | 8.2                          | 11.9                         | 12.9                         | 11.4                         | 9.3                          | 11.1                         | 12.3                         | 13.6                         | 14.0                         | 8.1                          | 123.4                        |
| متوسط الأيام المثلجة (≥ 0.2 cm)    | 13.2                         | 11.1                         | 7.3                          | 2.6                          | 0.0                          | 0.0                          | 0.0                          | 0.0                          | 0.0                          | 0.40                         | 4.3                          | 11.5                         | 50.4                         |
| ساعات سطوع الشمس الشهرية           | 93.2                         | 113.1                        | 144.2                        | 161.8                        | 218.0                        | 243.7                        | 279.3                        | 238.7                        | 164.4                        | 139.7                        | 89.5                         | 73.1                         | 1٬958٫8                      |
| نسبة وصول أشعة الشمس               | 32.4                         | 38.5                         | 39.1                         | 40.2                         | 47.7                         | 52.6                         | 56.5                         | 55.0                         | 43.7                         | 40.9                         | 30.9                         | 26.4                         | 42.2                         |
| المصدر: Environment Canada         |                              |                              |                              |                              |                              |                              |                              |                              |                              |                              |                              |                              |                              |

## توأمة
لكينغستون (أونتاريو) اتفاقيات توأمة مع:
- بوشيفيل

## أعلام
- إشتفان أنهالت
- كولن كاروثرز
- براين آدمز
- روبرت ماندل
- بيل كوك